# Apiocera fullerae
Apiocera fullerae är en tvåvingeart som beskrevs av Paramonov 1953. Apiocera fullerae ingår i släktet Apiocera och familjen Apioceridae. Inga underarter finns listade i Catalogue of Life.